# 梁彦德
梁彦德（1932年6月—2020年6月27日），男，山东平邑人，中国焊接工程师。全国劳动模范。第六届全国政协委员。

## 生平
1932年6月（一说7月）出生。1947年参加中国人民解放军。1951年转业。1953年考入上海第一机器技工学校。毕业后分配至哈尔滨锅炉厂，历任电焊工、焊接工程师、焊接研究员。主持革新无电焊条头焊接法、双手焊接法、电弧气刨等技术，提高生产效率。1959年获全国劳动模范荣誉称号。1965年（一说1964年）任哈尔滨锅炉厂副厂长。1973年当选哈尔滨市总工会主席。同年8月出席中国共产党第十次全国代表大会。1974年任中共哈尔滨市委副书记。1986年当选哈尔滨市政协副主席。1998年6月离休。2020年6月27日4时40分在哈尔滨逝世。
中国焊接学会第一届理事会理事，第二、三届理事会常务理事。中华全国总工会第九届、第十届执行委员。第六届全国政协委员。

## 出版物
- 梁彦德; 陆仁发. . 北京: 第一机械工业部新技术先进经验宣传推广联合办公室. 1965.
- 梁彦德. . 北京: 机械工业出版社. 1968.